# パウル・ビュットナー
パウル・ビュットナーもしくはビュトナー（Paul Büttner, *1870年12月10日 ドレスデン – †1943年10月15日 ドレスデン）はドイツ後期ロマン派音楽の作曲家。合唱指揮者や音楽評論家としても活動した。

## 略歴

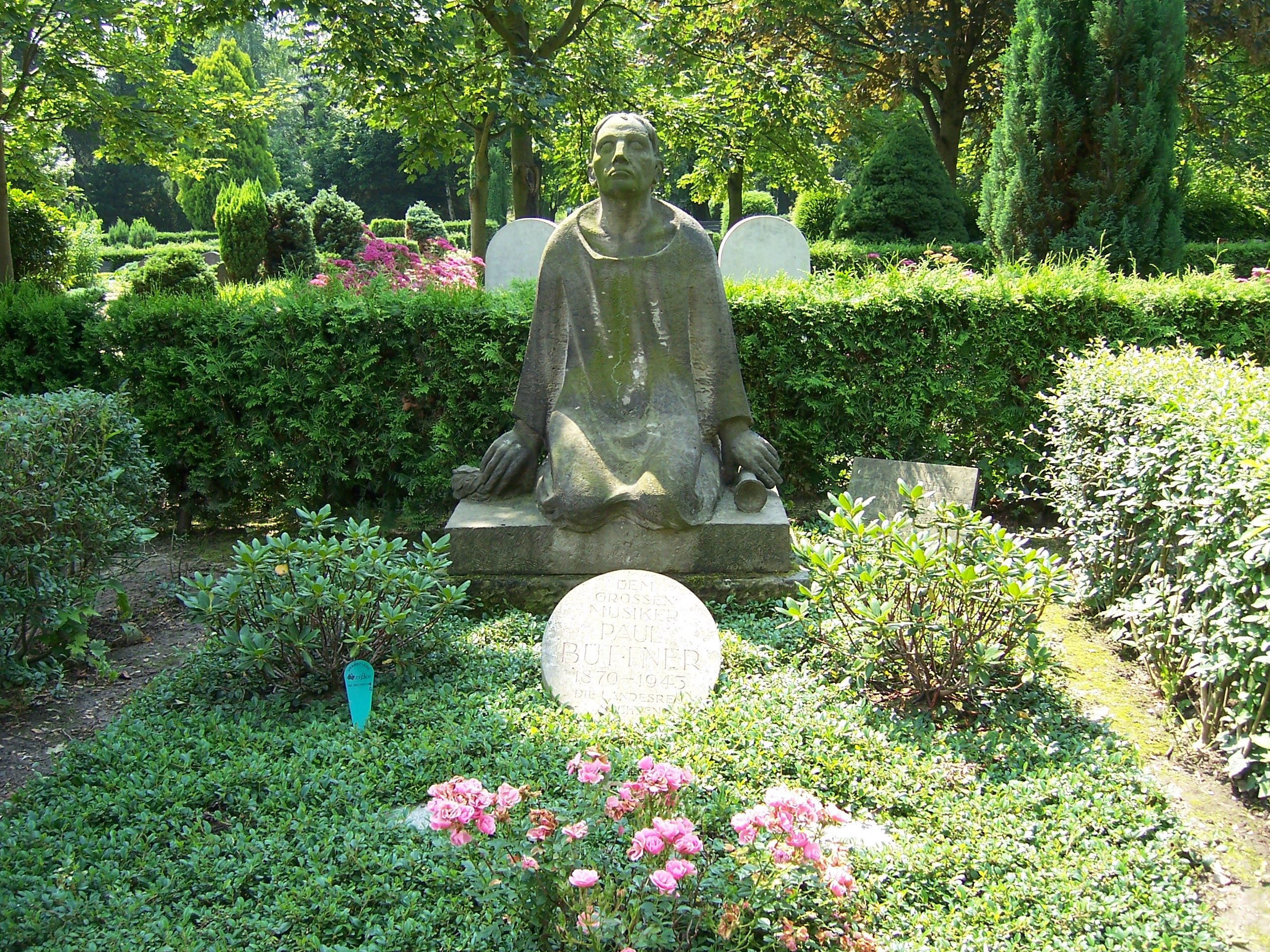
ビュトナーの墓石

両親は元々オスターツ山脈の出身であり、父親はドレスデン＝レープタウのガラス工場の労働者であった。8歳で処女作を手懸け、義務教育を終えるとドレスデン音楽院の特待生として遇されて、当初はオーボエを、後にフェリクス・ドレーゼケに師事して作曲法を修めた。父親の死後は、家族を養わなければならず、必要な金を稼ぐために、さまざまなダンスバンドでオーボエを吹いた。さまざまな労働者の合唱団で指揮者を務めた後、1896年から1907年までドレスデン音楽院に合唱指揮者として勤めた。1912年から21年間にわたって、社会民主党系の『ドレスデン民報（Dresdner Volkszeitung）』紙の音楽批評欄も担当している。1924年にはドレスデン音楽院の芸術監督にめでたく指名された。1933年にナチスが権力を掌握すると同時にすべての役職から解雇された。1943年に困窮の末にドレスデンで亡くなった。墓石はドレスデン聖アンナ墓地に建てられている。

## 作風と主要作品
ビュトナーは、アントン・ブルックナーやヨハネス・ブラームスならびに恩師ドレーゼケの衣鉢を直截に継いだ、最後の偉大な交響曲作家のひとりであった。リヒャルト・ワーグナーの影響も顕著である。管弦楽曲のほかに声楽曲や室内楽曲も手懸けているが、最も重要な作品は4つの交響曲である。

## 主要作品一覧

### 歌劇
- Menasche
- Anka

### 管弦楽
- 交響曲 第1番 ヘ長調 （Sinfonie Nr. 1 F-Dur） （1898年）
- 交響曲 第2番 ト長調 （Sinfonie Nr. 2 G-Dur） （1908年）
- 交響曲 第3番 変ニ長調 （Sinfonie Nr. 3 Des-Dur） （1915年）
- 交響曲 第4番 ロ短調  （Sinfonie Nr. 4 h-Moll） （1918年）
- ある幻想（前奏曲、フーガと終曲） （Präludium, Fuge und Epilog Eine Vision） （1920年）
- 英雄的序曲 ハ長調 （Heroische Ouvertüre C-Dur） （1925年）
- 演奏会用序曲 ロ短調 （Ouvertüre h-Moll） （1929年）
- スラヴ風舞曲、牧歌とフーガ  （Slawischer Tanz, Idylle und Fuge） （1932年）
- ヴァイオリンと管弦楽のためのコンツェルトシュテュック ト長調 （Konzertstück für Violine und Orchester G-Dur） （1917年）

### 室内楽
- 弦楽四重奏曲 ト短調
- ヴァイオリン・ソナタ（全3曲）